# Consell General de la Viena

Logo del Consell General

El Consell General de la Viena és l'assemblea deliberant executiva del departament francès de la Viena, a la regió de Poitou-Charentes.
La seu es troba a Poitiers i des de 2008 el president és Claude Bertaud (UMP).

## Presidents del consell
- René Monory (1977-2004)
- Alain Fouché (2004-2008)
- Claude Bertaud (2008-)

## Composició
El març de 2011 el Consell General de Viena era constituït per 38 elegits pels 38 cantons de la Viena.
| Partit                        | Sigles | Electes |
| ----------------------------- | ------ | ------- |
| Oposició (17 escons)          |        |         |
| Partit Socialista             | PS     | 16      |
| Partit Comunista Francès      | PCF    | 1       |
| Majoria (21 escons)           |        |         |
| Unió pel Moviment Popular     | UMP    | 6       |
| Divers Droite                 | DVD    | 14      |
| Nou Centre                    | NC     | 1       |
| President del Consell General |        |         |
| Claude Bertaud (UMP)          |        |         |